# محمد ري شهري
محمد ري شهري المعروف بالريشهري، (29 أكتوبر 1946 - 21 مارس 2022)، اسمه السابق محمد محمدي نيك هو عالم مسلم شيعي وسياسي إيراني وأول رئيس لوزارة الاستخبارات والأمن الوطني الإيرانية، وتولى هذا المنصب 1984 حتى 1989 في فترة رئاسة علي خامنئي.

## وفاته
توفي يوم الإثنين 21 مارس 2022 في مدينة طهران عن عمر يناهز 75 عامًا.

## مؤلفاته
- موسوعة الإمام علي بن أبي طالب (ع) في الكتاب والسُّنَّة والتّاريخ، حيث تُعتبر من مؤلفات محمد محمدي الريشهري المشهورة التي تم تأليفها بالتعاون مع محمد كاظم طباطبائي ومحمود طباطبائي نجاد ومجموعة من العلماء الآخرين، وكما وتتألف الموسوعة من 12 -13 مجلد بحسب طبعات.
- موسوعة الإمام الحسين في الكتاب والسنة، تم تأليف الكتاب بالتعاون مع محمود الطباطبائي نجاد وروح الله طبائي مع فريق عمل مختص، ويتتألف من 9 مجلداً.
- موسوعة الإمام المهدي في القرآن والحديث والتاريخ، والتي أنشأها بالتعاون مع مجموعة من الكتاب، وتتكون الموسوعة من 14 قسماً وتتألف من 9 - 15 مجلداً بحسب طبعات.
- ميزان الحكمة، والملقب بموسوعة الحكمة وتضم الموسوعة أو الكتاب 9 - 12 جزء أو مُجلداً بحسب طبعات.
- أهل البيت في الكتاب والسنة
- الصلاة في الكتاب والسنة
- العلم والحكمة في الكتاب والسنة
- موسوعة العقائد الإسلامية
- موسوعة الأحاديث الطبية
- العقل والجهل في الكتاب والسنة
- الخير والبركة في الكتاب والسنة
- الصلاة في الكتاب والسنة
- الحج والعمرة في الكتاب والسنة